# さがらえみ
さがら えみ（8月25日 - ）は、日本の女性声優。リベルタ所属。以前は九プロダクションに所属していた。福島県出身。旧芸名は相楽恵美（読み同じ）。

## 出演作品

### テレビアニメ
- 犬夜叉（蹴鞠の人々）
- キディ・ガーランド（女医）
- serial experiments lain（声）
- TIGER & BUNNY（母親）
- DTエイトロン（システムボイス）
- NARUTO（サスケ母〈うちはミコト〉）
- NARUTO -ナルト- 疾風伝（うちはミコト）
- WORKING!!（客）

### 劇場アニメ
- 劇場版 TIGER & BUNNY -The Beginning-（マイキーの母）

### 吹き替え

#### 映画・ドラマ
- WITHOUT A TRACE/FBI 失踪者を追え!（ケイレブ）
- 怪獣大決戦ヤンガリー
- 救命医ハンク3 セレブ診療ファイル（クリーデット（ジュディット・ゴドレーシュ））
- グッド・ワイフ2（タミー）
- クリミナル・マインド FBI行動分析課（カレン、フラック）
- クレイジー・イン・アラバマ（ジョーン（エリザベス・パーキンス）[1]）
- 階伯〔ケベク〕
- ゴージャス
- コールドケース7 ザ・ファイナル
- 幸せがおカネで買えるワケ
- しあわせの処方箋（サラ）
- CSI:ニューヨーク
- スパイダー・キングダム（ジェラルディン）
- ダークエイジ・ロマン 大聖堂
- ディフェンダーズ 闘う弁護士（カーリー）
- ネバー・セイ・ダイ
- 24 -TWENTY FOUR-（シーズン1）（マリアン）
- どつかれてアンダルシア (仮)
- ファイナル・デスティネーション
- ボルジア家 愛と欲望の教皇一族
- マペットめざせブロードウェイ!（リンダ・レヴィン）※ソニー・ピクチャーズ版
- リプレイスメント

#### アニメ
- スティッチ!ザ・ムービー
- バットマン